# Dartchery en los Juegos Paralímpicos
El dartchery fue incluido en los Juegos Paralímpicos de Verano desde la primera edición que se celebró en Roma (Italia) en 1960. El deporte dejó de formar parte del programa paralímpico a partir de la edición de Nueva York y Stoke Mandeville 1984.

## Ediciones
| N.º | Año  | Sede       | País         |
| --- | ---- | ---------- | ------------ |
| I   | 1960 | Roma       | Italia       |
| II  | 1964 | Tokio      | Japón        |
| III | 1968 | Tel Aviv   | Israel       |
| IV  | 1972 | Heidelberg | RFA          |
| V   | 1976 | Toronto    | Canadá       |
| VI  | 1980 | Arnhem     | Países Bajos |

## Medallero histórico
- Resultados de 1960 a 1980.[2]

| Núm. | País                      | Oro | Plata | Bronce | Total |
| ---- | ------------------------- | --- | ----- | ------ | ----- |
| 1    | Estados Unidos (USA)      | 3   | 3     | 2      | 8     |
| 2    | Alemania Occidental (FRG) | 3   | 0     | 0      | 3     |
| 3    | Francia (FRA)             | 1   | 1     | 2      | 4     |
| 4    | Reino Unido (GBR)         | 1   | 1     | 1      | 3     |
| 5    | Australia (AUS)           | 1   | 1     | 0      | 2     |
| 5    | Finlandia (FIN)           | 1   | 1     | 0      | 2     |
| 7    | Suecia (SWE)              | 1   | 0     | 0      | 1     |
| 7    | Zimbabue (ZIM)            | 1   | 0     | 0      | 1     |
| 9    | Bélgica (BEL)             | 0   | 1     | 2      | 3     |
| 10   | Noruega (NOR)             | 0   | 1     | 2      | 3     |
| 11   | Países Bajos (NED)        | 0   | 1     | 1      | 2     |
| 12   | Corea del Sur (KOR)       | 0   | 1     | 0      | 1     |
| 12   | Nueva Zelanda (NZL)       | 0   | 1     | 0      | 1     |
| 14   | Japón (JPN)               | 0   | 0     | 2      | 2     |
| 15   | Italia (ITA)              | 0   | 0     | 1      | 1     |
| 15   | Sudáfrica (RSA)           | 0   | 0     | 1      | 1     |
|      | TOTAL                     | 12  | 12    | 14     | 38    |